# Gagliano del Capo
Gagliano del Capo – miejscowość i gmina we Włoszech, w regionie Apulia, w prowincji Lecce.
Według danych na rok 2004 gminę zamieszkiwało 5697 osób, 356,1 os./km².